# Informationsverlust
Informationsverlust ist in der Informationstheorie die Verminderung des Informationswerts von Informationen während eines Informationsflusses einer Kommunikation oder der Verlust von Daten durch deren unsachgemäße Datenspeicherung oder verspätete/gestörte Datenübermittlung.

## Allgemeines
Der Begriff Informationsverlust bezieht sich auf die Kommunikation von Personen im Rahmen der Kommunikationswissenschaft und bei technischer Kommunikation durch Kommunikationssysteme auf die Informationstheorie. Ein Informationsverlust liegt allgemein vor, wenn nicht alle Nachrichten, die im Sender-Empfänger-Modell vom Absender ausgehen, beim Empfänger ankommen.

## Arten
Unterschieden wird zwischen der Kommunikation von Personen und der technischen Kommunikation:
- Kommunikation von Personen:
  - Verlust von Know-how bei der Fluktuation von Mitarbeitern in Unternehmen oder Behörden. Hiergegen helfen spezielle Maßnahmen im Bereich des Wissensmanagements.
  - Manipulation: etwa durch Informationskontrolle oder Sabotage.
  - Bei Stiller Post kommt es zu Informationsverlusten durch die Weitergabe einer Information von Person zu Person, ohne dass der jeweilige Empfänger die vom vorherigen Sender empfangene Information kennt. An jeder Schnittstelle, an der die erhaltene Information missverstanden oder nicht richtig weitergeleitet wird, entsteht ein Informationsverlust.[2]
  - Bei Übersetzungen, insbesondere beim Simultandolmetschen, besteht die Gefahr, dass es durch Missverständnisse oder falsche Übersetzungen zu Informationsverlusten kommt.
  - Zeitablauf: Je länger eine Information zurückliegt, umso größer ist die Gefahr, dass sie entweder verfälscht wird (Interpretation) oder teilweise oder ganz verloren geht (Vergessen).
  - Zensur oder Selektion: vorhandene Informationen werden nur verkürzt, verfälscht oder gar nicht veröffentlicht.
- Die technische Kommunikation kennt insbesondere folgende Informationsverluste:
  - Die Aggregation durch Verdichtung von ökonomischen Daten führt zu Informationsverlusten.[3]
  - Äquivokation ist diejenige Information, die bei der Übertragung über einen Kanal zwischen einem Sender und einem Empfänger verloren geht.
  - Datenverluste wie etwa durch Bücherverbrennung oder Hacking mit Datenlöschung.
  - Decodierungsverluste führen zu partiellen oder kompletten Informationsverlusten beim Empfänger. Verfügt etwa der Empfänger nicht über die Möglichkeit, die Information in ein für ihn brauchbares Datenformat umzuwandeln, so ist sie für ihn nutzlos.
  - Technisch bedingt auftretende Verluste bei der Klangtreue. Hier kann es zwischen Aufzeichnung und Wiedergabe zu Verlusten kommen, beispielsweise auch durch endliche Auflösung bei der Signalabtastung (Abtasttheorem).
  - Mit einer Klassierung ist stets ein Informationsverlust verbunden, weil sich im Nachhinein (ex post) die einzelnen Beobachtungswerte nicht mehr identifizieren lassen.[4]
  - Übermittlungsverluste beispielsweise durch Unterbrechung einer Nachrichtenverbindung, fehlende Kompatibilität oder der Überlauf eines Speichermediums führen zu unvollständigen Nachrichten.
  - Verfahrensbedingte Verluste bei der Verarbeitung von Informationen wie etwa bei numerischer Information durch begrenzte Rechengenauigkeit (Rundungsfehler).
  - Verlust der Information über Anfangsbedingungen und Zustände in physikalischen Systemen (Entropie im physikalischen Sinne).
  - Verlustfreie Komprimierbarkeit als Maß des Informationsgehalts (Entropie im informationstheoretischen Sinne).

Durch Fehlerkorrekturverfahren lassen sich Verluste trotz beschädigter Rohdaten bedingt verhindern.
Eine Besonderheit ist der Übertragungsverlust, der zwischen der erzeugten elektrischen Leistung im Kraftwerk und der genutzten elektrischen Leistung beim Endverbraucher entsteht.  

### Interpersonelle Kommunikation
In der zwischenmenschlichen Kommunikation (Besprechung, Gespräch, Verhandlung und Korrespondenz) kann ein Informationsverlust durch die Anwendung einer fremden Sprache, einer falschen Aussprache, einer falschen Artikulation oder durch einen differenten Soziolekt zu einem falschen oder nicht kompletten Verstehen kommen. Es entsteht so ein Verständigungsproblem.

### Technik
In der Technik können Informationsverluste bei kommunizierenden Automaten oder Programmen bei der Datenfernübertragung oder beim Datenaustausch in Netzwerken entstehen, wenn sie unterbrochen werden (Verbindungsstörung oder Fehlbedienung) oder fehlerhaft übertragen werden (Problem der Signalverarbeitung). Dies kann auftreten in der 
- Telekommunikation beim abrupten Abbruch der Nachrichtenverbindung oder
- Datenverarbeitung, wenn Dateien nicht gesichert worden sind (vgl. Datenverlust).

## Folgen
Informationsverluste sind dadurch gekennzeichnet, dass es eine Differenz zwischen der Ausgangsinformation {\displaystyle AI} und der Endinformation {\displaystyle EI} gibt:
{\displaystyle AI>EI}.
Es konnte durch empirische Studien über die „stille Post“ nachgewiesen werden, dass in einem Unternehmen bei der Weitergabe von Informationen über fünf Abteilungen hinweg lediglich noch 20 % der Ausgangsinformationen ankommen.
Eine Information wird umso ungenauer und weniger aussagefähig, je stärker sie verdichtet ist, also je größer die Zahl der Komponenten ist, die sie tragen. Beispielsweise sagt ein Wirtschaftswachstum von 4 % nichts aus über das Wachstum der Textilbranche in dieser Volkswirtschaft, sie kann sogar geschrumpft sein.
Informationsverluste können zu Fehlentscheidungen führen, weil optimale Entscheidungen eines hohen Informationsgrades bedürfen. Informationsverluste tragen unter Umständen zur Entstehung von Gerüchten bei. Es kann ein technischer Defekt auftreten (etwa Stromausfall), menschliche Fehler führen zu Missverständnissen; ihre weitere Ausbreitung bewirkt eine Kettenreaktion.

## Vorkehrungen
Planung
- Berechenbarkeit,
- Risikoabschätzung.

Durchführung
- Kontrollmechanismen wie Qualitätssicherung,
- Optimierung oder
- Gestaltung und Kontrolle der Ablauforganisation.

## Kultur
Eine große Menge an Informationen ging in der Kulturgeschichte oft beim Ende von Epochen unter. Bei dem Phänomen gingen neben gesellschaftlichen, kulturellen und religiösen vor allem wissenschaftliche Errungenschaften verloren. Je mehr Information angesammelt wurde, desto mehr ging beim Niedergang verloren. Besonders viel Information ist beim Zusammenbruch von Hochkulturen erkennbar. Ein Beispiel hierfür sind die Errungenschaften der Antike (etwa der Inka), denen nach ihrem Ende in Westeuropa zunächst für viele Jahrhunderte kaum Beachtung geschenkt wurde bzw. werden konnte. Überall dort, wo der Einsatzbereich von Schrift auf die politischen oder ökonomischen Erfordernisse einer zentralen Verwaltung beschränkt blieb und die Privatpersonen ausschloss, drohte bei einer Änderung der Machtverhältnisse jegliches Wissen um die Verschriftung von Informationen unterzugehen („Schriftverlust ist Informationsverlust“).